# Michał Krasicki
Michał Krasicki z Siecina herbu Rogala (ur. 24 października 1836 we Lwowie, zm. 28 kwietnia 1917 w Sanoku) – polski ziemianin, urzędnik, c. k. podkomorzy.

## Życiorys
Urodził się 24 października 1836 we Lwowie. Był wnukiem gen. Franciszka Ksawerego Krasickiego (1774–1844) i Julii Teresy Wandalin-Mniszech (1777–1845) oraz synem Edmunda Krasickiego (1808–1894) i Marii Anieli z domu Brzostowskiej herbu Strzemię (1816–1903). Jego rodzeństwem byli Ignacy (1839–1924, ziemianin, poseł), Maria (1837–1855), Stanisław (1842–1887). Rodzina Krasickich zajmowała zamek w Lesku oraz okoliczne majątki.
Legitymował się tytułem hrabiego. Odziedziczył i na przełomie XIX/XX wieku był właścicielem majątków Laszki Murowane (w tym tamtejszy zamek), Stratyn (w tym tamtejszy zamek), Dubryniów (obecnie ukr. Добринів). Jako właściciel majątku Laszki Murowane był uprawiony do wyboru deputowanego do Rady Państwa w Wiedniu. Pełnił stanowisko marszałka Rady c. k. powiatu staromiejskiego w latach 1867-1871. Mianowany na stopień porucznika i rotmistrza, potem pozasłużbowy. 2 marca 1861 został mianowany c. k. podkomorzym (przyrzeczenie złożył 16 kwietnia 1861). Był delegatem Galicyjskiego Towarzystwa Kredytowego Ziemskiego.
Nie ożenił się i nie miał potomstwa. Zmarł 28 kwietnia 1917 w Sanoku w wieku 81 lat. Został pochowany w rodzinnym Bachórzu.